# Darf ich…
Darf ich… (« Puis-je... » en allemand) est une œuvre pour violon, cloche et cordes écrite par Arvo Pärt, compositeur estonien associé au mouvement de musique minimaliste.

## Historique
Composée en 1995, cette œuvre est dédiée au violoniste Yehudi Menuhin.

## Discographie
- Sur le disque Silencio par Gidon Kremer et la Kremerata Baltica chez Nonesuch, 2000.